# Список похороненных на Новодевичьем кладбище (О)
Новодевичье кладбище является одним из самых известных некрополей Москвы. Оно было образовано в 1898 году вдоль южной стены Новодевичьего монастыря, где имеется дворянский некрополь XIX века. В советское время это было второе по значимости кладбище после некрополя у Кремлёвской стены. Многие могилы Новодевичьего кладбища являются объектами культурного наследия. В данной статье представлен список значимых людей, похороненных на Новодевичье кладбище, фамилии которых начинаются на букву «О».

## Список
- Обнорский, Сергей Петрович (1889—1962) — языковед, академик АН СССР; 8 уч. 21 ряд.
- Оборин, Лев Николаевич (1907—1974) — пианист, педагог, народный артист СССР, профессор Московской консерватории; 2 уч. 6 ряд.
- Образцов, Владимир Николаевич (1874—1949) — учёный в области транспорта, академик АН СССР; отец режиссёра Сергея Образцова; 3 уч. 41 ряд.
- Образцов, Сергей Владимирович (1901—1992) — актёр, режиссёр, основатель и руководитель Театра кукол, президент Международного союза кукольников, профессор ГИТИСа, народный артист СССР; на 3 уч. похоронен его отец академик В. Н. Образцов; 10 уч. 7 ряд.
- Образцова, Елена Васильевна (1939—2015) — советская и российская оперная певица, актриса, оперный режиссёр, педагог, народная артистка СССР, Герой Социалистического Труда; 5 уч. 30 ряд, на центральной аллее.
- Обручев, Владимир Афанасьевич (1863—1956) — геолог, палеонтолог, географ, писатель-фантаст, академик АН СССР; автор памятника З. М. Виленский; 1 уч. 30 ряд.
- Обухов, Виктор Тимофеевич (1898—1975) — генерал-полковник танковых войск, Герой Советского Союза (1944); 8 уч. 30 ряд
- Обухова, Надежда Андреевна (1886—1961) — оперная певица (меццо-сопрано), народная артистка СССР; 3 уч. 65 ряд рядом с монастырской стеной.
- Овчинников, Юрий Анатольевич (1934—1988) — биохимик, академик АН СССР; автор памятника Ю. Г. Орехов; 10 уч. 5 ряд.

- Огарёв, Николай Платонович (1813—1877) — поэт, публицист; перезахоронен в 1966 году; 7 уч. лев.ст. 3 ряд.
- Огарков, Николай Васильевич (1917—1994) — начальник Генерального Штаба ВС СССР, Маршал Советского Союза, Герой Советского Союза; 11 уч. 4 ряд
- Огнивцев, Александр Павлович (1920—1981) — оперный певец (бас), народный артист СССР; 9 уч. 8 ряд.
- Огуренков, Евгений Иванович (1913—1973) — боксёр, тренер, Заслуженный мастер спорта СССР (1937), Заслуженный тренер СССР (1965), кандидат педагогических наук; 4 уч. 9 ряд
- Одинцов, Георгий Федотович (1900—1972) — Маршал артиллерии, профессор; 7 уч. пр.ст. 10 ряд
- Ожегов, Сергей Иванович (1900—1964) — языковед; колумбарий, 127 секция, в районе 8 уч. 12 ряда.
- Ойстрах, Давид Фёдорович (1908—1974) — скрипач, дирижёр, педагог, профессор Московской консерватории; автор памятника Л. Е. Кербель; 7 уч. лев.ст. 8 ряд.
- Оленин, Борис Юльевич (1903—1961) — актёр театра и кино, народный артист РСФСР (1949); 8 уч. 10 ряд.
- Олеша, Юрий Карлович (1899—1960) — прозаик, поэт, драматург; 1 уч. 1 ряд.
- Оника, Дмитрий Григорьевич (1910—1968) — Нарком, затем Министр угольной промышленности западных районов СССР (1946—1947) и восточных районов СССР (1947—1948), доктор технических наук (1954); 3 уч. 35 ряд.
- Опалёв, Иван Васильевич (1906—1956) — майор, Герой Советского Союза (1945); колумбарий, 1 уч. в правой части башни монастырской стены
- Опарин, Александр Иванович (1894—1980) — биолог, биохимик, академик АН СССР; автор памятника А. Е. Елецкий; 9 уч. 6 ряд.
- Орехов, Александр Павлович (1881—1939) — химик-органик, разработал промышленные методы получения ряда лекарственных препаратов, академик АН СССР (1939); 3 уч. 5 ряд.
- Орленев, Павел Николаевич (1869—1932) — актёр, народный артист Республики; колумбарий, секция 104А.
- Орлов, Александр Иванович (1873—1948) — дирижёр, первый руководитель Большого симфонического оркестра Всесоюзного радио; 4 уч. 55 ряд.
- Орлов, Василий Александрович (1896—1974) — театральный актёр, актёр Художественного театра с 1926 года, народный артист СССР (1960), профессор ГИТИСа (1943); 2 уч. 12 ряд.
- Орлов, Василий Фёдорович (1916—1945) — танкист, полковник, Герой Советского Союза (1945); 4 уч. 17 ряд
- Орлов, Владимир Иванович (1916—1974) — писатель, журналист, главный редактор журнала «Техника-молодежи» (1945—1949) и газеты «Советская культура» (1956—1961); 3 уч. 65 ряд
- Орлов, Георгий Михайлович (1901—1985) — архитектор, народный архитектор СССР (1970), действительный член АХ СССР (1979); колумбарий, 9 секция, в районе 4 уч. последнего ряда.
- Орлов, Дмитрий Николаевич (1892—1955) — актёр театра и кино, народный артист РСФСР; 2 уч. 17 ряд.
- Орлов, Сергей Владимирович (1880—1958) — астроном, член-корреспондент АН СССР; 4 уч. 8 ряд
- Орлов, Юрий Александрович (1893—1966) — зоолог, палеонтолог, академик АН СССР; 6 уч. 27 ряд.
- Орлова, Любовь Петровна (1902—1975) — актриса театра и кино, народная артистка СССР; автор памятника Ю. Л. Чернов; 3 уч. 21 ряд.
- Орловский, Сергей Николаевич (1891—1935) — Главный военный прокурор СССР (1930—1935); колумбарий, 1 уч. справа от башни монастырской стены.
- Орочко, Анна Алексеевна (1898—1965) — актриса Театра имени Вахтангова, народная артистка РСФСР (1947); 2 уч. 6 ряд.
- Оруджев, Сабит Атаевич (1912—1981) — министр газовой промышленности СССР; 2 уч. 3 ряд.
- Осипенко, Александр Степанович (1910—1991) — генерал-лейтенант авиации (1943), Герой Советского Союза (1939); 4 уч. 13 ряд
- Осипов, Евграф Алексеевич (1841 — 1904) — земский врач, 2 уч.14 ряд
- Осипов, Георгий Иванович (1906—1980) — Первый секретарь Коми (1948—1958) и Мордовского (1958—1968) обкомов КПСС; 9 уч. 6 ряд.
- Осликовский, Николай Сергеевич (1900—1971) — кавалерист, генерал-лейтенант, Герой Советского Союза; 7 уч. пр.ст. 19 ряд
- Осокин, Николай Евграфович (1887—1949)— врач-невропатолог и нейроанатом, профессор. Доктор медицинских наук. 3 уч.
- Остаев, Алексей Егорович (1905—1942) — лётчик, майор, Герой Советского Союза (1940); 4 уч. 14 ряд
- Островитянов, Константин Васильевич (1892—1969) — экономист, общественный деятель, академик АН СССР; 6 уч. 22 ряд у Центральной аллеи.
- Островский, Аркадий Ильич (1914—1967) — композитор, Заслуженный деятель искусств РСФСР; автор памятника Л. Е. Кербель; 7 уч. пр.ст. 1 ряд.
- Островский, Николай Алексеевич (1904—1936) — писатель; автор памятника В. Е. Цигаль; 1 уч. 44 ряд.
- Остужев, Александр Алексеевич (1874—1953) — актёр Малого театра, народный артист СССР; 2 уч. 16 ряд.
- Охлопков, Николай Павлович (1900—1967) — актёр театра и кино, народный артист СССР; 6 уч. 37 ряд.
- Очкин, Алексей Дмитриевич (1886—1952) — хирург, доктор медицинских наук (1936), профессор; автор памятника З. И. Азгур; 2 уч. 28 ряд.